# 15853 Benedettafoglia
15853 Benedettafoglia este o planetă minoră (asteroid), cu un diametru de 3,878 km, din centura de asteroizi. A fost descoperită pe 16 ianuarie 1996 la stazione osservativa di Asiago Cima Ekar⁠(d) de Maura Tombelli⁠(d). 
Obiectul prezintă o orbită caracterizată de o semiaxă mare de 2,244511 UAi, o excentricitate de 0,1, o înclinație de 5,32212 ° în raport cu ecliptica.